# پائول گینسپارگ
 پائول گینسپارگ (انگلیسی: Paul Ginsparg؛ زاده ۱۹۵۵ (۶۹–۷۰ سال)) یک دانشمند اهل ایالات متحده آمریکا است.